# Rumours
Albums de Fleetwood Mac
Fleetwood Mac
(1975) Tusk
(1979)
Singles
1. Go Your Own Way
Sortie : décembre 1976
2. Don't Stop
Sortie : avril 1977
3. Dreams
Sortie : juin 1977
4. You Make Loving Fun
Sortie : septembre 1977

Rumours est le onzième album studio du groupe de rock Fleetwood Mac. Il est sorti le 4 février 1977 sur le label Warner Bros. Records et a été produit par le groupe, Ken Caillat et Richard Dashut. Il se classe à la septième place des albums les plus vendus au monde avec environ quarante millions d'unités écoulées en 2020.

## Historique
Après le succès de l'album Fleetwood Mac (1975), le groupe retourne en studio au début de l'année 1976 pour enregistrer Rumours, mais le contexte est particulièrement tendu : chacun de ses cinq membres connaît des relations sentimentales difficiles, qui pèsent sur les conditions de travail et influencent l'écriture des chansons. L'enregistrement de cet album se déroula principalement dans les Studios Record Plant de Sausalito. Des enregistrements complémentaires eurent lieu aux studios Record Plant et Wally Heider de Los Angeles, Studios Davlen Recordings de North Hollywood et  Studios Criteria de Miami. La chanson de Christine McVie, Songbird fut enregistré dans l'auditorium de l'université de Berkeley. Les sessions durent jusqu'à la fin du mois d'août.
Rumours devient no 1 des ventes dans de nombreux pays dès sa sortie, et les singles qui en sont tirés se classent également très haut dans les hit-parades, notamment Dreams qui devient le premier (et, à ce jour, le seul) no 1 du groupe aux États-Unis. Rumours remporte également le Grammy Award de l'album de l'année et reste l'album le plus connu du groupe. Il est resté dans le hit-parade britannique pendant 478 semaines, soit quasiment 10 ans, ce qui constitue un record. De nombreux musiciens se réclament de son influence. Il s'agit d'un des albums les plus vendus au monde avec 40 millions d'exemplaires, dont vingt-et-un rien qu'aux États-Unis, écoulés depuis sa sortie. En France, il est certifié disque de platine pour plus de trois cent mille exemplaires vendus.
Dans son classement 2012, Rolling Stone l'a placé en 26e position des 500 plus grands albums de tous les temps. Dans le classement de 2020, l'album est désormais 7e.
Robert Dimery le cite dans son livre Les 1001 albums qu'il faut avoir écoutés dans sa vie.
En 2003, Rumours reçoit le Grammy Hall of Fame Award.
En 2017, il est inscrit au registre national des enregistrements (National Recording Registry) de la bibliothèque du Congrès à Washington.

## Liste des titres

### Album original
| 1. | Second Hand News       | Lindsey Buckingham | Lindsey             | 2:53 |
| 2. | Dreams                 | Stevie Nicks       | Stevie              | 4:14 |
| 3. | Never Going Back Again | Lindsey Buckingham | Lindsey             | 2:02 |
| 4. | Don't Stop             | Christine McVie    | Christine & Lindsey | 3:11 |
| 5. | Go Your Own Way        | Lindsey Buckingham | Lindsey             | 3:38 |
| 6. | Songbird               | Christine McVie    | Christine           | 3:20 |

| 7.  | The Chain            | Buckingham, Nicks, C. McVie, John McVie, Mick Fleetwood | Lindsey, Christine & Stevie | 4:28 |
| 8.  | You Make Loving Fun  | Christine McVie                                         | Christine                   | 3:31 |
| 9.  | I Don't Want to Know | Stevie Nicks                                            | Stevie & Lindsey            | 3:11 |
| 10. | Oh Daddy             | Christine McVie                                         | Christine                   | 3:54 |
| 11. | Gold Dust Woman      | Stevie Nicks                                            | Stevie                      | 4:51 |

- Certaines rééditions CD incluent également Silver Springs (en), une composition de Nicks parue à l'origine en face B du single Go Your Own Way.

### Réédition de 2004
| 1.  | Second Hand News       | Lindsey Buckingham                                      | Lindsay                     | 2:53 |
| 2.  | Dreams                 | Stevie Nicks                                            | Stevie                      | 4:14 |
| 3.  | Never Going Back Again | Lindsey Buckingham                                      | Lindsay                     | 2:02 |
| 4.  | Don't Stop             | Christine McVie                                         | Christine & Lindsay         | 3:11 |
| 5.  | Go Your Own Way        | Lindsey Buckingham                                      | Lindsay                     | 3:38 |
| 6.  | Songbird               | Christine McVie                                         | Christine                   | 3:20 |
| 7.  | Silver Springs         | Stevie Nicks                                            | Stevie                      | 4:48 |
| 8.  | The Chain              | Buckingham, Nicks, C. McVie, John McVie, Mick Fleetwood | Lindsay, Christine & Stevie | 4:28 |
| 9.  | You Make Loving Fun    | Christine McVie                                         | Christine                   | 3:31 |
| 10. | I Don't Want to Know   | Stevie Nicks                                            | Stevie & Lindsay            | 3:11 |
| 11. | Oh Daddy               | Christine McVie                                         | Christine                   | 3:54 |
| 12. | Gold Dust Woman        | Stevie Nicks                                            | Stevie                      | 4:51 |

Disc 2
| No  | Titre                                | Auteur                                    | Durée |
| --- | ------------------------------------ | ----------------------------------------- | ----- |
| 1.  | Second Hand News                     | Buckingham                                | 2:47  |
| 2.  | Dreams                               | Nicks                                     | 4:21  |
| 3.  | Brushes (Never Going Back Again)     | Buckingham                                | 2:50  |
| 4.  | Don't Stop                           | C. McVie                                  | 3:33  |
| 5.  | Go Your Own Way                      | Buckingham                                | 3:06  |
| 6.  | Songbird                             | C. McVie                                  | 3:11  |
| 7.  | Silver Springs                       | Nicks                                     | 6:07  |
| 8.  | You Make Loving Fun                  | C. McVie                                  | 4:56  |
| 9.  | Gold Dust Woman #1                   | Nicks                                     | 5:02  |
| 10. | Oh Daddy                             | C. McVie                                  | 3:58  |
| 11. | Think About It                       | Nicks                                     | 2:55  |
| 12. | Never Going Back Again               | Buckingham                                | 1:56  |
| 13. | Planets of the Universe              | Nicks                                     | 3:18  |
| 14. | Butter Cookie (Keep Me There)        | C. McVie                                  | 2:11  |
| 15. | Gold Dust Woman                      | Nicks                                     | 5:01  |
| 16. | Doesn't Anything Last                | Buckingham                                | 1:10  |
| 17. | Mic the Screecher (jam session)      | Fleetwood                                 | 0:59  |
| 18. | For Duster (The Blues) (jam session) | Buckingham, Fleetwood, C. McVie, J. McVie | 4:26  |

## Contributeurs

### Musiciens
- Selon le livret accompagnant l'album :
- Stevie Nicks : chant
- Lindsey Buckingham : guitares, dobro, percussions, chant
- John McVie : basse
- Christine McVie : claviers, synthétiseur, chant
- Mick Fleetwood : batterie, percussions, clavecin électrique sur Gold Dust Woman

### Production
- Producteurs : Fleetwood Mac, Ken Caillat, Richard Dashut
- Ingénieurs : Ken Caillat, Richard Dashut
- Mastering : Ken Caillat, Ken Perry, Charlie Watts
- Concept : Fleetwood Mac
- Design : Desmond Strobel

## Classements et certifications
| Année | Pays             | Durée du classement | Meilleur classement |
| ----- | ---------------- | ------------------- | ------------------- |
| 1977  | Allemagne        | 48 semaines         | 6e                  |
| 1977  | Autriche         | 4 semaines          | 25e                 |
| 1977  | Canada           | 75 semaines         | 1er                 |
| 1977  | États-Unis       | 378 semaines        | 1er                 |
| 1977  | France           | 91 semaines         | 13e                 |
| 1977  | Norvège          | 6 semaines          | 17e                 |
| 1977  | Nouvelle-Zélande | 163 semaines        | 1er                 |
| 1977  | Pays-Bas         | 116 semaines        | 1er                 |
| 1977  | Royaume-Uni      | 843 semaines        | 1er                 |
| 1977  | Suède            | 18 semaines         | 19e                 |
| 1977  | Suisse           | 27 semaines         | 6e                  |
| 1992  | Australie        | 71 semaines         | 2e                  |
| 2013  | Belgique (W)     | 8 semaines          | 62e                 |
| 2013  | Belgique (V)     | 87 semaines         | 18e                 |
| 2013  | Danemark         | 4 semaines          | 32e                 |
| 2019  | Grèce            | 4 semaines          | 1er                 |
| 2020  | Portugal         | 1 semaine           | 41e                 |

| Pays             | Certification | Ventes       | Date       |
| ---------------- | ------------- | ------------ | ---------- |
| Allemagne        | 5 × Or        | 1 250 000 +  | 2006       |
| Australie        | 13 × Platine  | 910 000 +    | 2011       |
| Canada           | 2 × Diamant   | 2 000 000 +  | 27/06/1995 |
| Danemark         | 3 × Platine   | 60 000 +     | 02/2023    |
| États-Unis       | 21 × Platine  | 21 000 000 + | 19/07/2023 |
| France           | Platine       | 300 000 +    | 17/10/2001 |
| Italie           | Or            | 25 000 +     | 2021       |
| Nouvelle-Zélande | 13 × Platine  | 195 000 +    | 21/12/2015 |
| Pays-Bas         | Platine       | 100 000 +    | 1978       |
| Royaume-Uni      | 15 × Platine  | 4 500 000 +  | 26/11/2021 |

### Charts singles
| Année | Single              | Chart              | Durée du classement | Position |
| ----- | ------------------- | ------------------ | ------------------- | -------- |
| 1977  | Go Your Own Way     | Hot 100            | 15 semaines         | 10e      |
| 1977  | Go Your Own Way     | Adult Contemporary | 3 semaines          | 45e      |
| 1977  | Go Your Own Way     | Single Top 100     | 21 semaines         | 11e      |
| 1977  | Go Your Own Way     | (W) Ultratop       | 6 semaines          | 25e      |
| 1977  | Go Your Own Way     | (V) Ultratop       | 12 semaines         | 1er      |
| 1977  | Go Your Own Way     | RPM Top Singles    | 17 semaines         | 11e      |
| 1977  | Go Your Own Way     | Top 100            | 13 semaines         | 61e      |
| 1977  | Go Your Own Way     | RMNZ Singles Top40 | 11 semaines         | 23e      |
| 1977  | Go Your Own Way     | Mega Top 50        | 11 semaines         | 1er      |
| 1977  | Go Your Own Way     | UK Singles Chart   | 12 semaines         | 38e      |
| 1977  | Dreams              | Hot 100            | 19 semaines         | 1er      |
| 1977  | Dreams              | Single Top 100     | 7 semaines          | 33e      |
| 1977  | Dreams              | (W) Ultratop       | 11 semaines         | 9e       |
| 1977  | Dreams              | (V) Ultratop       | 4 semaines          | 22e      |
| 1977  | Dreams              | RPM Top Singles    | 31 semaines         | 1er      |
| 1977  | Dreams              | Top 100            | 4 semaines          | 59e      |
| 1977  | Dreams              | RMNZ Singles Top40 | 15 semaines         | 16e      |
| 1977  | Dreams              | Mega Top 50        | 5 semaines          | 8e       |
| 1977  | Dreams              | UK Singles Chart   | 11 semaines         | 24e      |
| 1977  | Dreams              | Adult Contemporary | 15 semaines         | 11e      |
| 1977  | Don't Stop          | Hot 100            | 18 semaines         | 3e       |
| 1977  | Don't Stop          | Adult Contemporary | 14 semaines         | 22e      |
| 1977  | Don't Stop          | Single Top 100     | 5 semaines          | 41e      |
| 1977  | Don't Stop          | (W) Ultratop       | 8 semaines          | 18e      |
| 1977  | Don't Stop          | (V) Ultratop       | 8 semaines          | 6e       |
| 1977  | Don't Stop          | RPM Top Singles    | 15 semaines         | 1er      |
| 1977  | Don't Stop          | Top 100            | 9 semaines          | 52e      |
| 1977  | Don't Stop          | Mega Top 50        | 6 semaines          | 4e       |
| 1977  | Don't Stop          | UK Singles Chart   | 5 semaines          | 32e      |
| 1977  | You Make Loving Fun | Hot 100            | 14 semaines         | 9e       |
| 1977  | You Make Loving Fun | Adult Contemporary | 9 semaines          | 28e      |
| 1977  | You Make Loving Fun | RPM Top Singles    | 22 semaines         | 7e       |
| 1977  | You Make Loving Fun | UK Singles Chart   | 2 semaines          | 45e      |
| 1978  | You Make Loving Fun | RMNZ Singles Top40 | 3 semaines          | 26e      |
| 1978  | You Make Loving Fun | Mega Top 50        | 2 semaines          | 22e      |